# Норберт Едер
Норберт Едер (нім. Norbert Eder, 7 листопада 1955, Деттельбах — 2 листопада 2019, Штефанскірхен) — німецький футболіст, що грав здебільшого на позиції захисника, зокрема за клуби «Нюрнберг» та «Баварія», а також національну збірну Німеччини, у складі якої — віце-чемпіон світу 1986 року. По завершенні ігрової кар'єри — тренер.
Триразовий чемпіон Німеччини. Володар Кубка Німеччини. Володар Суперкубка Німеччини. 

## Клубна кар'єра
Народився 7 листопада 1955 року в місті Деттельбах. Вихованець футбольної школи клубу «Нюрнберг». Дорослу футбольну кар'єру розпочав 1974 року в основній команді того ж клубу, в якій провів десять сезонів, взявши участь у 261 матчі чемпіонату.  Більшість часу, проведеного у складі «Нюрнберга», був основним гравцем захисту команди.
Своєю грою за цю команду привернув увагу представників тренерського штабу мюнхенської «Баварії», до складу якої приєднався 1984 року. Відіграв за мюнхенський клуб наступні чотири сезони своєї ігрової кар'єри, протягом яких здебільшого виходив на поле в основному складі команди. За цей час тричі виборював титул чемпіона Німеччини, ставав володарем Кубка Німеччини, володарем Суперкубка Німеччини.
Завершив ігрову кар'єру у Швейцарії, у команді «Цюриха», за яку виступав протягом 1988—1990 років.
Згодом повернувся до Німеччини, де протягом 1990-х і частини 2000-х тренував низку місцевих аматорських футбольних команд.
Помер 2 листопада 2019 року на 64-му році життя у Штефанскірхені.

## Виступи за збірну
11 травня 1986 року дебютував в офіційних матчах у складі національної збірної Німеччини. А вже наступного місяця не лише був включений до її заявки на чемпіонат світу 1986 у Мексиці, але й взяв участь в усіх семи матчах команди, яка дійшла фіналу турніру, в якому поступилася з рахунком 2:3 аргентинцям. При цьому тренер бундестім Франц Бекенбауер використовував захисника «Баварії» на позиції опорного півзахисника.
Попри успішний виступ на мундіалі 30-річний на той час захисник з точки зору перспектив поступався молодшим конкурентам по позиції і його кар'єра у збірній обмедилася дев'ятьма матчами протягом одного року, сім з яких відбулися в рамках фінальної частини світової першості.

## Титули і досягнення
- Чемпіон Німеччини (3):

«Баварія»: 1984-1985, 1985-1986, 1986-1987
- Володар Кубка Німеччини (1):

«Баварія»: 1985-1986
- Володар Суперкубка Німеччини (1):

«Баварія»: 1987
Збірні
- Віце-чемпіон світу: 1986